# Tanzanias fodboldlandshold
Tanzanias fodboldlandshold repræsenterer Tanzania i fodboldturneringer og kontrolleres af Tanzanias fodboldforbund.